# Disteniazteca fimbriata
Disteniazteca fimbriata är en skalbaggsart som först beskrevs av Lacordaire 1869.  Disteniazteca fimbriata ingår i släktet Disteniazteca och familjen långhorningar.
Artens utbredningsområde är Guatemala. Inga underarter finns listade i Catalogue of Life.